# 小林四郎
小林 四郎（こばやし しろう、1941年 - ）は、日本の化学者。京都大学名誉教授。現在、京都工芸繊維大学バイオベースマテリアル研究センター特任教授。

## 略歴・研究
兵庫県立姫路西高等学校卒業。京都大学工学部卒業。1986年東北大学工学部教授、1997年京都大学大学院工学研究科教授。有機化学に立脚した高分子合成手法の開拓と、それを利用する新高分子材料の創出に関する研究に携わる。特に、酵素触媒の特徴を活かした高分子合成反応（酵素触媒重合）は、それまで成功していなかったセルロース、キチン、ヒアルロン酸、コンドロイチンのような天然多糖の試験管内合成を可能ならしめた手法として有名である。

## 受賞歴
- 1976年 日本化学会進歩賞
- 1987年 高分子学会賞
- 1993年 注目発明賞
- 1996年
  - 油脂技術工業会優秀論文賞
  - セルロース学会賞
- 1999年 フンボルト賞
- 2001年
  - 日本化学会賞
  - 服部報公会報公賞
- 2002年 ストーファー・レクチャー賞
- 2004年 高分子科学功績賞
- 2007年 紫綬褒章[1]
- 2015年 瑞宝中綬章[2]

など